# Tradescantia fluminensis
Tradescantia fluminensis is een plant uit de familie Commelinaceae. De soortaanduiding fluminensis betekent "van bij de rivier", wat wijst naar Rio de Janeiro.
De bloemen zijn eindstandig, en staan soms tegenover een blad. De kelkbladen zijn 5-7 mm groot.De drie witte kroonbladen zijn 8-9 mm groot. De helmknoppen zijn vrijstaand. De bloemen staan aan een 1,5 cm lange steel. Op het zuidelijk halfrond bloeien ze in december en januari.
De donkergroene bladen zijn breed langwerpig en gepunt en ontspringen vanuit een schede. Ze zijn kortgesteeld.

## Verspreiding
Ze is inheems in Zuid-Amerika. Ze is verwilderd in twee Noord-Amerikaanse Staten, in Zuid-Afrika en in Nieuw-Zeeland en Australië.
Vooral in deze laatste twee wordt het als een woekerend onkruid ervaren in vochtige, donkere bossen. Ze kan hier gemakkelijk de inheemse flora verdringen doordat ze dichte tapijten vormt.

## Kweek
De plant is vorstgevoelig, maar komt in de Benelux af en toe verwilderd voor in steden. Als kamerplant is ze gemakkelijker, ze wortelt vrij gemakkelijk op de knopen. Ze wordt meestal als hangplant gebruikt.

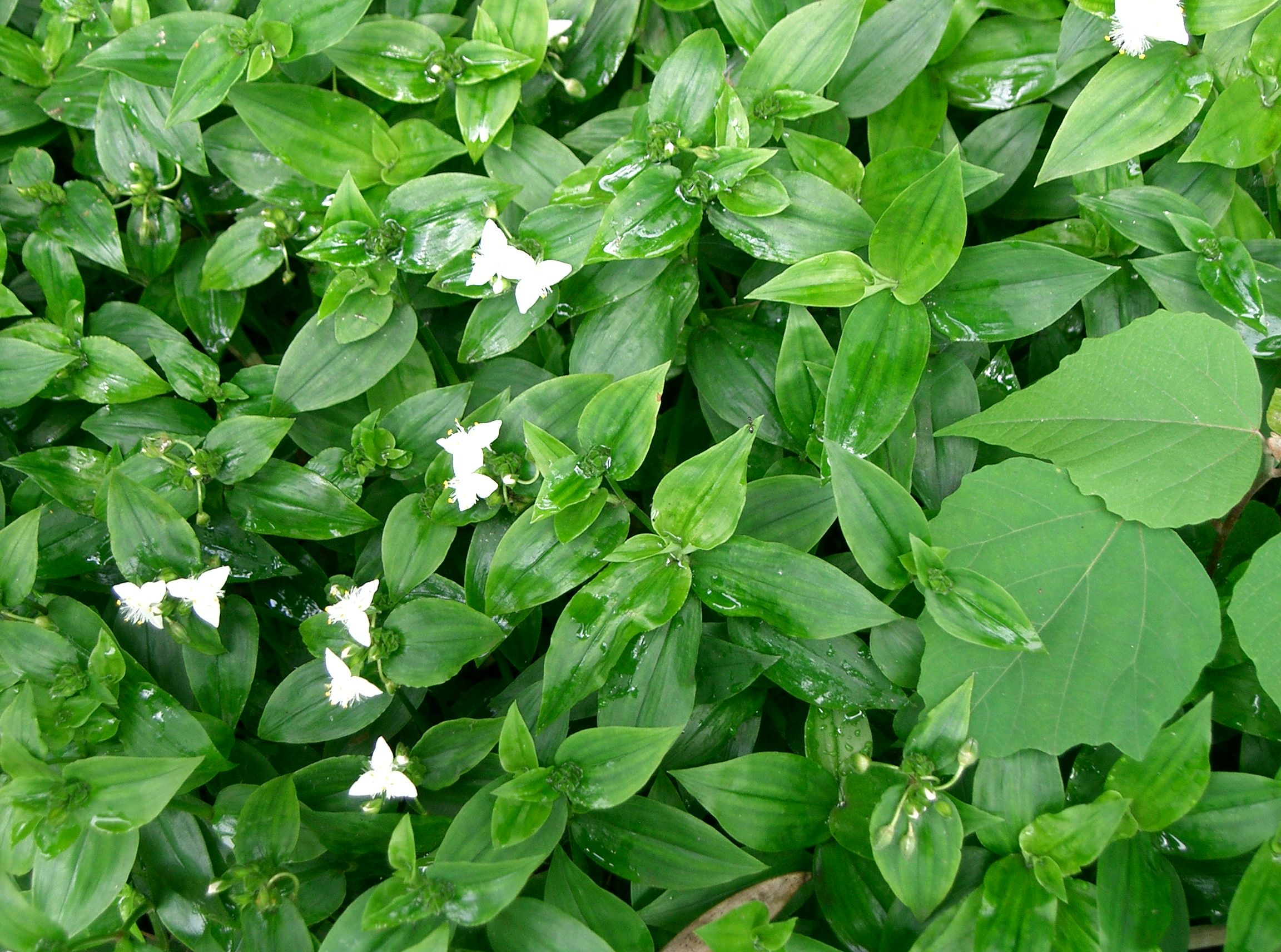

... · 
T. fluminensis · 
T. ohiensis · 
T. spathacea · 
T. virginiana (Eendagsbloem) · 
T. zebrina · 
...